# Patrick Robinson (football américain)
(en) Statistiques sur pro-football-reference
Patrick Robinson (né le 7 septembre 1987 à Miami en Floride) est un joueur de football américain évoluant au poste de cornerback dans la National Football League (NFL).

## Biographie
Il a joué au niveau universitaire pour les Seminoles de l'Université d'État de Floride de 2006 à 2009. Il est choisi par les Saints de La Nouvelle-Orléans au 32e rang lors de la draft 2010 de la NFL.
Après avoir joué ses deux premières saisons essentiellement comme joueur de relève, il est titularisé pour les 16 matchs de la saison 2012. Le 5 novembre 2012 contre les Eagles de Philadelphie, il intercepte une passe de Michael Vick en effectuant un retour de 99 yards pour un touchdown défensif et égale le record des Saints pour le long retour d'interception détenu par Darren Sharper.
Lors de la saison 2013, il ne joue que les deux premières parties de la saison à cause d'une blessure à un genou. Après une autre saison avec les Saints, où il n'est titularisé que 6 fois sur 14 matchs joués, il signe avec les Chargers de San Diego en 2015. Jouant les 16 parties avec San Diego, il réalise 49 plaquages et une interception pour un retour de 27 yards.
En mars 2016, il s'entend avec les Colts d'Indianapolis pour 3 ans et un montant de 14 millons de dollars. Il est libéré par les Colts un an plus tard après une saison minée par des blessures. Il signe ensuite avec les Eagles de Philadelphie, avec lesquelles il remporte le Super Bowl LII contre les Patriots de la Nouvelle-Angleterre.
Le 14 mars 2018, il retourne avec les Saints en signant un contrat de 4 ans pour 20 millions de dollars.